# “儿子”来了

剧照（从左至右：乔杉、蔡明、潘长江、翟天临、葛优）

《“儿子”来了》是中国大陆的演员潘长江、蔡明、葛优、乔杉、翟天临在2019年中央广播电视总台春节联欢晚会上表演的小品，原名《你信吗？》，由束焕、孙韶康、查慕春、苏彪编剧，陈威导演。小品讲述了一个不法分子诱骗一对老年夫妻购买天价养生器材、保健品，最终被警察抓获的故事。其中，饰演不法分子的葛优在这年第一次登上央视春晚的舞台。此外，本作也是2016年央视春晚的小品《快递小乔》的续作，乔杉在小品中饰演快递员“小乔”。

## 剧情
老大爷（潘长江饰）听信骗子的花言巧语，花费八千元钱购买了所谓可以保健但实际上会伤人的床垫。这时，上当受骗（但未意识到受骗）的妻子（蔡明饰）旅游结束返回家中，她向老伴展示自己旅游时购买的“红外线智商测量仪”（实为质量差的体重秤）和“健脑锤”（实为玩具锤），并透露她在旅游时曾学习养生讲座的课程，养生讲座的优优老师（葛优饰）不仅认她作干妈，而且将高价保健品卖给了她。此时，优优带着“保健”床垫来到家中拜访干妈，吹嘘“保健”床垫不但具备针灸、刮痧等功能，还有治疗高血压、抵抗癌症、防止脱发、增长身高等各种奇效，后又推销可以使无头尸体长出脑袋的“太空睡眠仓”。夫妻二人听信了骗子的谎言，不仅给骗子转账，甚至于变卖房产。最终，身为刑警的儿子（翟天临饰）及时出现，识破了骗子的伎俩，将其抓捕归案。

## 花絮
潘长江在采访中提到，在彩排时使用的床垫是葛优在15年前上当受骗而花高价购买的产品。
另外，葛优在1992年演电影时穿的那件风衣至今仍穿在身，他在情景喜剧《我爱我家》表演的“葛优瘫”（又称“葛优躺”）也再次“重现”在这个小品当中。
节目播出后，“打假”的翟天临被网友质疑学术造假，后经证实，引发舆论关注。